# 호르헤 살리나스
호르헤 살리나스(Jorge Salinas, 1968년 7월 27일 ~ )는 멕시코의 배우이다.

## 출연 작품
- 디 아더 패밀리 (2011)
- 스탠드업 (2011)
- 루시아, 루시아 (2003)
- 아모레스 페로스 (2000)